# Cycloaddition 1,3-dipolaire de diazoalcane
La cycloaddition 1,3-dipolaire de diazoalcane est un type de cycloaddition 1,3-dipolaire, c'est-à-dire une réaction organique entre un dipôle 1,3, plus particulièrement ici un composé diazo (et en général, le diazométhane), et un dipolairophile. Lorsque ce dernier est un alcène, la réaction produit un dérivé de pyrazoline.

## Exemples
La cycloaddition entre le diazométhane et le trans-diéthyl glutaconate produit de la 1-pyrazoline. Cette réaction est 100% régiosélective car l'atome d'azote terminal du groupe diazo se lie exclusivement au carbone alpha du groupe ester. Cette réaction est aussi une addition syn, et de ce fait, la configuration du dipolairophile est préservée. La 1-pyrazoline étant instable, elle s'isomérise ensuite en 2-pyrazoline du fait de la stabilisation par conjugaison avec le groupe ester.
Avec le phényldiazométhane, la régiosélective est inversée. La réaction ne se termine pas à la 2-pyrazoline car cette dernière est oxydée dans l'air en pyrazole.  
Un autre exemple de cycloaddition de diazo est le couplage diazo-thiocétone.